# Přízrak lásky
Přízrak lásky (italsky Fantasma d’amore) je italské filmové drama z roku 1981 režírované Dinem Risim. Předlohou se stal stejnojmenný román spisovatele Mina Milaniho.
Hlavní postavy ztvárnili Romy Schneiderová jako femme fatale Anna Brigatti Zighiová a Marcello Mastroianni, který hrál její osudovou lásku. V italském originále dabovala Schneiderovou herečka Vittoria Febbiová. Děj se odehrává v okolí severoitalského města Pavia.
Hudbu zkomponoval italský skladatel Riz Ortolani a klarinetový part nahrál americký hudebník Benny Goodman.

## Děj
Obchodní právník Nino Monti (Marcello Mastroianni) výjimečně míří do práce autobusem. Strhané ženě středního věku, která nastoupila na poslední chvíli, půjčuje sto lir na lístek. Když mu dosud neznámá zavolá domů s úmyslem vrátit peníze, je překvapen skutečností, že se jedná o jeho životní lásku z mládí Annu Brigattiovou (Romy Schneider), jíž si stále představuje při milování s manželkou. Překvapený tím, že ji nepoznal, jak sešla ze své krásy a zestárla. Vydává se do pavijských uliček starého města, kde spolu prožili šťastné období svého života. Na noční procházce se náhle zjevuje Anna a dochází k chvilkovému střetnutí bývalých milenců. Další den mu v práci spolupracovník Ressi (Paolo Baroni) sděluje, že našel podříznutou stařenu. Ninovi dochází, že se jedná o domovnici, s níž při večerní procházce mluvil a vyskytoval se přímo u místa činu.
Na pravidelné schůzce čtyř spolužáků ze střední školy právník vypráví historku o bývalé lásce. Spolužák, profesor medicíny Arnaldi (Giampiero Becherelli), mu oponuje, že se musel zmýlit. Anna zemřela již před třemi lety v důsledku rakoviny na jeho klinice. Na večerní party jasnozřivý bývalý duchovní Gaspare (Michael Kroecher) Ninovi sdělí, ať se u něj zastaví, až se vrátí z cesty. Nino nechápe, kam by měl jet, ale vzápětí jej manželka Teresa (Eva Maria Meinekeová) požádá o cestu do Sondria kvůli lékaři. Tam se setkává s Annou, která je v daném městě provdána za staršího hraběte Ziggiho (Wolfgang Preiss). Je šťastný, že nalezená láska opět vypadá mladě, jako kdysi. Zvědavý právník po návratu z cesty navštěvuje kněze a přijímá u něj zvláštní telefonní hovor od Anny. Domlouvají si schůzku na opuštěné řece u Ticina, kde se scházeli v době vztahu.
Arnaldi zve právníka na kliniku, aby mu ukázal dokumentaci zemřelé ženy. Když se Nino dostavuje, profesor už je mrtvý. Právě jej postihl těžký infarkt myokardu. Spolu s Annou si vyjíždí na loďce. Mladistvě vypadající žena Ninovi vypráví, že od něj tehdy odešla kvůli nedávno zavražděné domovnici, která ji se synem ublížila. Došlo ke znásilnění a domovnice „andělíčkářka“ provedla potrat. Proto si oba zasloužili zemřít. Přepadený právník o této věci nechce dále vést hovor. Loďka však náhle najíždí na kmen, Anna padá do vody a tone pod hladinou.
Zdrcený jede nepříjemnou novinu sdělit hraběti Ziggimu. Ten jej však vyhání a tvrdí, že jeho žena zemřela před třemi lety. Před odjezdem domů potkává služebnou (Ester Carloniová), s níž navštěvuje hrob Anny. Stará žena ukazuje fotografii jeho milé, vzniklou těsně před smrtí. Má na něm sešlý vzhled, stejný jaký viděl během prvního setkání v autobuse. Zmatený právník sedí u výslechu. Marně se snaží soudci vykreslit poslední podivné události. Tělo Anny je však stále pohřešované, voda ho asi odnesla. Na břehu byl nalezen pouze mrtvý syn domovnice, který dle policie po zavraždění vlastní matky spáchal sebevraždu. Poté, co Nino vidí, že zůstává nepochopen, mění výpověď a tvrdí, že si příběh s Annou vymyslel. Naposledy se s ní setkává ve večerním autobusu. Na mostě mu pak životní láska sděluje, že ji k sobě přivolal a má ji opět odehnat do zapomnění. Když tak učiní, Anna mizí a na hladinu řeky se z mostu snáší její plášť.

## Obsazení
| Marcello Mastroianni | Giovanni „Nino“ Monti               |
| Romy Schneider       | Anna Brigattiová, hraběnka Zighiová |
| Eva Maria Meinekeová | Teresa Monti, manželka Nina         |
| Wolfgang Preiss      | hrabě Zighi, manžel Anny            |
| Michael Kroecher     | Don Gaspare, kněz                   |
| Paolo Baroni         | Ressi, spolupracovník Nina          |
| Victoria Zinnyová    | Loredana, přítelkyně Teresy         |
| Giampiero Becherelli | profesor Arnaldi                    |
| Ester Carloniová     | služebná Zighiových                 |
| Raf Baldassarre      | Luciano, přítel Nina                |
| Adriana Giuffrèová   | zdravotní sestra v nemocnici        |